# روي هنتر
روي هنتر (بالإنجليزية: Roy Hunter)‏ (29 أكتوبر 1973 بميدلزبرة في المملكة المتحدة - ) هو لاعب كرة قدم بريطاني في مركز الوسط. لعب مع أكسفورد يونايتد ونادي نورثامبتون تاون ووست بروميتش ألبيون وHucknall Town F.C. ‏ ونورثويتش فيكتوريا ونونيتون بورو ‏ ونادي هاروجيت تاون وMarske United F.C. ‏.

## وصلات خارجية
- روي هنتر على موقع قاعدة بيانات كرة القدم.إي يو (الإنجليزية)
- روي هنتر على موقع Soccerbase.com (لاعب) (الإنجليزية)